# Román labdarúgó-játékvezetők listája
Az alábbi lista a nevezetes román labdarúgó-játékvezetők nevét tartalmazza.
| Ábécé szerinti tartalomjegyzék                      |
| --------------------------------------------------- |
| A B C D E F G H I J K L M N O P Q R S T U V W X Y Z |

## A
- Teodora Albon (1977–) nemzetközi játékvezető
- Ştefan Alexandriu (1912–1966) nemzetközi játékvezető
- Anderkó Ottó (1935–2019) nemzetközi játékvezető
- Viorel Anghelinei (1959–) nemzetközi játékvezető

## B
- Pavel Cristian Balaj (1971–) nemzetközi játékvezető
- Constantin Bărbulescu (1930–?) nemzetközi játékvezető
- Aurel Bentu (1924–2004) nemzetközi játékvezető

## C
- Sebastian Colțescu (1977–) nemzetközi játékvezető
- Augustus Constantin (1974–) nemzetközi játékvezető
- Gheorghe Constantin (1951–) nemzetközi játékvezető
- Sorin Corpodean (1965–) nemzetközi játékvezető
- Ion Crăciunescu (1950–) nemzetközi játékvezető

## D
- Alexandru Deaconu (1972–) nemzetközi játékvezető
- Cristina Dorcioman (1974–) nemzetközi játékvezető

## H
- Ovidiu Hațegan (1980–) nemzetközi játékvezető
- Aron Huzu (1953–) nemzetközi játékvezető

## I
- Ioan Igna (1940–) nemzetközi játékvezető
- Constantin Iliescu (1902–?) nemzetközi játékvezető
- Floarea Cristina Ionescu (1972–) nemzetközi játékvezető

## K
- Kolossy Ferenc (1930–2001) nemzetközi játékvezető
- Kovács István (1984–) nemzetközi játékvezető

## L
- Marcel Lică (1957–) válogatott labdarúgó, nemzetközi játékvezető
- Gheorghe Limona (1925–?) nemzetközi játékvezető

## M
- Nicolae Mihăilescu (?–1986) nemzetközi játékvezető
- Constantin Mitran (?–1983) nemzetközi játékvezető

## N
- Corneliu Nițescu (1922–2019) nemzetközi játékvezető

## P
- Ștefan Dan Petrescu (1944–2020) nemzetközi játékvezető
- Nicolae Petriceanu (1929–2002) nemzetközi játékvezető
- Mihai Popa (1921–1986) nemzetközi játékvezető
- Adrian Porumboiu (1950–) nemzetközi játékvezető

## R
- Andrei Rădulescu (1925–1992) nemzetközi játékvezető
- Constantin Rădulescu (1896–1981) nemzetközi játékvezető, sportvezető, szövetségi kapitány
- Nicolae Rainea (1933–2015) nemzetközi játékvezető

## S
- Marian Salomir (1968–) nemzetközi játékvezető
- Mircea Lucian Salomir (1945–2010) nemzetközi játékvezető
- Adrian Stoica (1960–) nemzetközi játékvezető
- Octavian Ştreng (1947–) nemzetközi játékvezető

## T
- Alexandru Tudor (1971–) nemzetközi játékvezető

## X
- Denis Xifandu (1895–1957) nemzetközi játékvezető

## Z
- Constantin Zotta (1962–) nemzetközi játékvezető